# Santa Catalina la Tinta
Santa Catalina la Tinta, La Tinta – miasto w środkowej Gwatemali, w departamencie Alta Verapaz, leżące w odległości 67 km na wschód od stolicy departamentu. Miasto jest siedzibą gminy o tej samej nazwie, która w 2012 roku liczyła 38 602 mieszkańców. Gmina leży w dolinie rzeki Río Polochic, a od północy ograniczają ją góry Sierra de las Minas. Powierzchnia gminy jest niewielka i obejmuje tylko 196 km².